# Juan Alonso de Pedraza
Juan (Alonso) de Pedraza o Juan de Rodrigo Alonso (Pedraza, c. 1510 – ?, c. 1566) fue un dramaturgo español del siglo XVI.

## Biografía
Apenas hay datos sobre su vida: nacido probablemente en Pedraza, asentado en Segovia y cercano al ámbito de la catedral de esta ciudad, ofició sucesivamente como criado de uno de sus canónigos, y como tundidor, guarda del peso de la harina, cobrador de esta alcabala, alguacil durante los tiempos de la peste y sacristán de su pueblo natal.  

## Obras
Compuso que sepamos tres piezas: 
- Auto que trata primeramente cómo el ánima de Christo decendió a los infiernos, de 1549, llevaba al principio un entremés, como señala el propio autor tras consignar al principio el argumento de la pieza.
- Comedia de la santa Susana, elogiada por Leandro Fernández de Moratín, de 1551, está escrita en octosílabos y supuso una cierta innovación en el teatro de tema religioso.
- Farsa llamada de la Danza de la muerte, de 1551, fue compuesta para la fiesta del Corpus Christi de Segovia, "declara  cómo a todos los mortales, desde el Papa hasta el que no tiene capa, la Muerte hace en este mísero suelo ser iguales, y a nadie perdona", y se inscribe en el conocido género medieval de las danzas de la muerte. Va dirigido también "al Santísimo Sacramento" y se puede considerar ya un verdadero auto sacramental; funde, pues, dos tradiciones en una: la de las danzas de la muerte y la de los autos sacramentales. Está compuesta en dodecasílabos con un villancico inicial en heptasílabos y una llamada "loa" o prólogo en octosílabos, y entre sus personajes los hay que representan a los tres niveles de la sociedad estamental (el Papa, el Rey, la Dama, el Pastor) y en una segunda parte meramente alegóricos (la Razón, la Ira y el Entendimiento), unidos por el personaje central de la Muerte. La imprimió en Viena Ferdinand Wolf en 1852 en alemán, y al año siguiente Miguel Salvá, Pedro Sainz de Baranda y Julián Sanz del Río en la Colección de Documentos Inéditos para la Historia de España, vol. XXII; también Eduardo González Pedroso para la decimonónica Biblioteca de Autores Españoles (1865).